# Перенапряжение (электротехника)
Перенапряже́ние — любое увеличение напряжённости электрического поля в какой-либо части установки или линии электропередачи, достигающее величины, опасной для состояния изоляции установки. Перенапряжение представляет также опасность для людей, находящихся во время перенапряжения в непосредственной близости от установки или линии.

## Причины перенапряжения
Некоторые виды перенапряжения являются неизбежными при эксплуатации линий, так как следуют из свойств линии и природы проистекающих в них процессов.
К причинам перенапряжения можно отнести
- Внутреннего происхождения:
  - Заземление линии.
  - Зануление линии.
  - Изменение нагрузки.
  - Включение и выключение линии. В частности, автоматическое повторное включение.
  - Перемещающиеся (неустойчивые) дуговые короткие замыкания на линии.
  - Резонанс и феррорезонанс в сети (например, при смещении и колебании нейтрали трехфазной системы)[4].
- Внешнего происхождения:
  - Атмосферное электричество.
    - Молния.
    - Шаровая молния.

В сверхпроводящих соленоидах при переходе материала обмотки в несверхпроводящее состояние из сверхпроводящего встречается особый вид перенапряжения, вызванный резким возрастанием активного сопротивления соленоида (от нуля). В результате невозможности резкого уменьшения начального тока соленоида возникает разность потенциалов, которая может достичь нескольких сотен кв.

## Особенности
Внутренние перенапряжения для изоляции линий и электроустановок с напряжением до 220 кВ обычно не представляют опасности.

## Устройства защищающие от перенапряжения
Для защиты от перенапряжения используется множество устройств, среди которых следует выделить:
- Варистор
- Источник бесперебойного питания
- Разрядник
- Стабилитрон
- Стабилизаторы:
  - Стабилизатор напряжения
  - Стабилизатор тока
- Шунтирующий электрический реактор[источник не указан 915 дней]
- Устройство защиты от импульсных перенапряжений (Surge protection device, SPD)[источник не указан 915 дней]